# Cyrtopogon vandykei
Cyrtopogon vandykei är en tvåvingeart som beskrevs av Wilcox och Martin 1936. Cyrtopogon vandykei ingår i släktet Cyrtopogon och familjen rovflugor. Inga underarter finns listade i Catalogue of Life.